# 波に流れて
『波に流れて』（なみにながれて、西: Contracorriente, 英: Undertow）は、2009年に製作されたペルーの映画。
2010年7月19日に第19回東京国際レズビアン&ゲイ映画祭で日本初上映された。

## キャスト
- ミゲル：クリスチャン・メルカド
- サンチャゴ：マノロ・カルドナ
- マリエラ